# コック・アンド・ボール・トーチャー
コック・アンド・ボール・トーチャー(Cock And Ball Torture)は、1997年にドイツで結成されたポルノグラインドバンド。バンド名は陰茎と睾丸を責めるSMプレイに由来する。またCBTと略称される場合もある。2006年に来日公演を行っている。

音楽性は、シンプル且つスピーディーな80年代のグラインド/クラストを受け継いだタイプ。技術的に秀でた点を披露するわけではなく、あえて簡素な方向性で纏めている。なおボーカルにはエフェクトを活用し、生声ボーカルはほぼ皆無である。

## ディスコグラフィ

### アルバム
- 2000年 Opus(sy) VI
- 2002年 Sadochismo
- 2004年 Egoleech

### ミニ・アルバム
- 1998年 Cocktales
- 2001年 Fisting the Whores
- 2002年 Where Girls Learn To Piss On Command

### コンピレーション・アルバム
- 2006年 A Cacophonous Collection

### スプリット
- 1999年 with Grossmember
- 2000年 with Filth,Downthroat,Negligent Collateral Collapse
- 2000年 with Libido Airbag
- 2001年 with Last Days Of Humanity
- 2001年 with Disgorge (Mexico)